# Makemake (zeu)

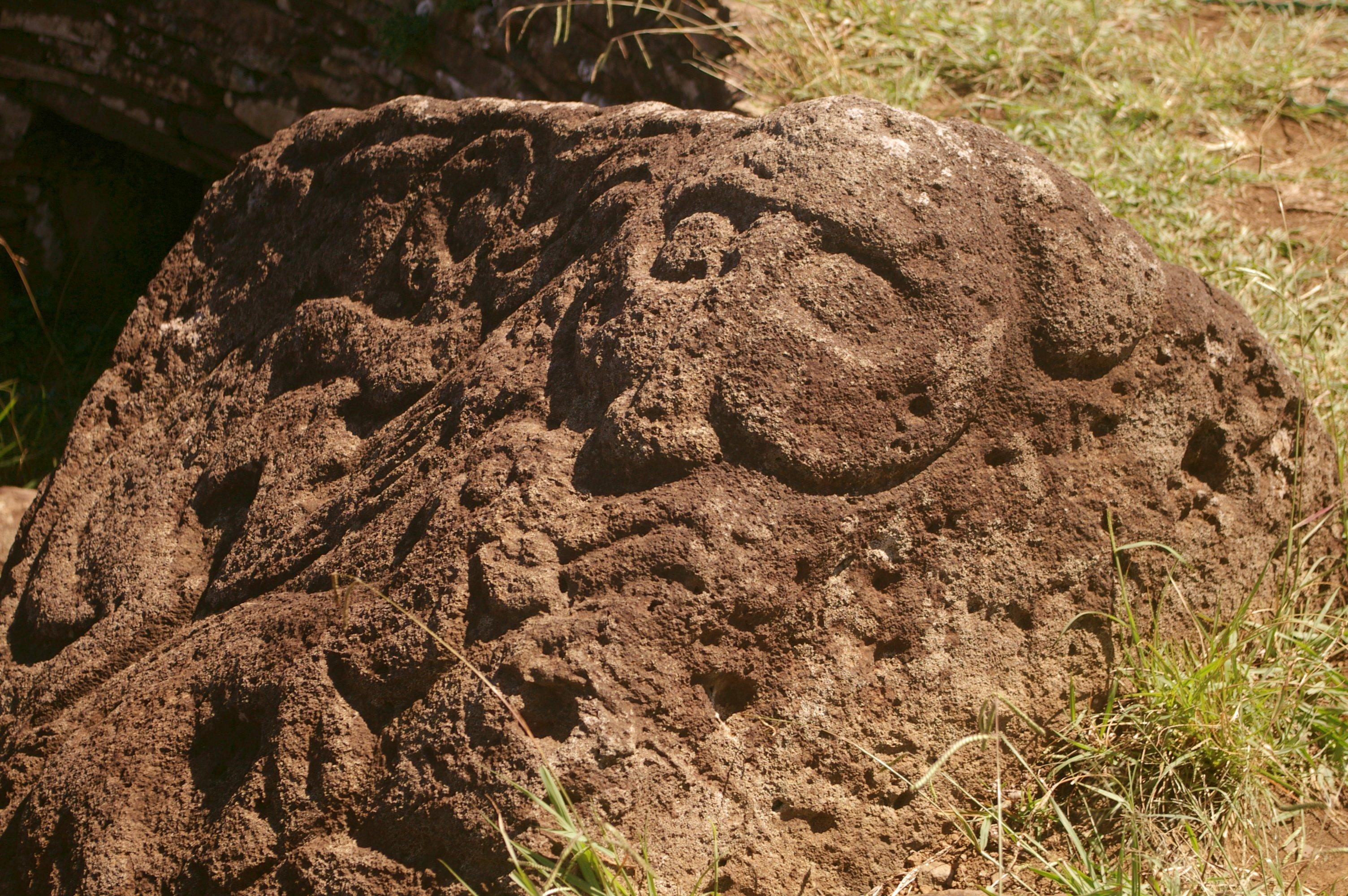
Petroglifă reprezentând zeul Makemake

Makemake (ortografiat și Make-make sau MakeMake) era considerat zeul fertilității și zeul principal al cultului "Tangata manu" (omul-pasăre), din epoca construirii statuilor Moai din Insula Paștelui, Polinezia, în mitologia Rapa Nui. 

Numele său înseamnă luminos, strălucitor, limpede. 